# Afra (Syrien)
Afra (arabisch إفرة, DMG Ifra), aber auch unter den Transkriptionen Efra, Evra oder Afrah bekannt, ist ein kleines Bergdorf im Bezirk Qudsaya des Gouvernements Rif Dimaschq in Syrien. Es liegt 35 km von der Stadt Damaskus und 10 km von Ain al-Fijah entfernt. Die Höhe beträgt 1600 m.
Nach Angaben des syrischen Zentralamts für Statistik hatte das Dorf bei der Volkszählung 2004 eine Bevölkerung von 1029 Einwohnern. Seine Einwohner sind überwiegend sunnitische Muslime. Afra erlebt kalte Winter und milde Sommer. Die Einwohner arbeiten hauptsächlich in der Landwirtschaft. Sie produzieren verschiedene Früchte wie Feigen, Äpfel und Kirschen. Aufgrund des Wetters war das Dorf einst ein alter römischer Sommerferienort.